# Ludwig Berger (Archäologe)
Ludwig R. Berger (auch Ludwig R. Berger-Haas; geboren am 22. Januar 1933 in Basel; gestorben am 16. Oktober 2017 ebenda) war ein Schweizer Prähistoriker und Provinzialrömischer Archäologe. Seine Forschungsgebiete erstreckten sich von der Erforschung der Jungsteinzeit bis zur Provinzialrömischen Archäologie und darüber hinaus auch auf das Gebiet der Mittelalterarchäologie.
Ludwig Berger studierte zunächst Geschichte, Deutsch und Sport an der Universität Basel. Nach dem Lehrerdiplom für Mittelschulen nahm er in Basel ein Studium der Ur- und Frühgeschichte sowie Provinzialrömischen Archäologie auf, das er an der Universität München fortsetzte und im Jahr 1958 mit der Promotion in Basel abschloss. Thema seiner von Rudolf Laur-Belart betreuten Dissertation waren die Glasfunde von Vindonissa, einem römischen Legionslagers auf dem Gebiet der heutigen Gemeinde Windisch im Kanton Aargau, Schweiz.
Noch 1958 trat er die Stelle eines Assistenten der von Laur-Belart geleiteten Ausgrabung von Augusta Raurica an. Neben der Betreuung der Ausgrabung und der Katalogisierung der Funde gehörte zu seinen Aufgaben die Überführung der Funde in das kurz zuvor gegründete Römermuseum Augst. Zudem nahm er an weiteren Ausgrabungen, zum Beispiel der spätlatènezeitlichen Siedlung in „Basel-Gasfabrik“, und im französischen Hégenheim teil. Im Jahr 1962 wurde Ludwig Berger Leiter des Amtes für archäologische Bodenforschung im Kanton Basel-Stadt. Im selben Jahr reichte er in Basel seine Habilitationsschrift über die mittelalterliche Handwerkersiedlung am Petersberg in Basel ein, die er ein Jahr später veröffentlichte. Bereits Ende 1963 verliess Berger auf eigenen Wunsch das Basler Amt, um sich seinen eigenen Forschungsinteressen widmen zu können.
Ab 1964 lehrte und forschte Ludwig Berger zunächst als Privatdozent, ab 1967 als vollamtlicher Assistent am Seminar für Urgeschichte der Universität Basel. Im Jahr 1968 folgte dort die Ernennung zum Extraordinarius für Jüngere Urgeschichte und Frühgeschichte mit besonderer Berücksichtigung der römischen Provinzen, 1972 schliesslich zum Ordinarius. In dieser Funktion lehrte er bis zu seiner Emeritierung im Jahr 1998 in Basel.
Neben den weiterhin betriebenen Forschungen zu Augusta Raurica entwickelte Berger mit den Höhensiedlungen des Schweizer Jura einen weiteren Forschungsschwerpunkt, der wichtige Kenntnisse zur Siedlungsgeschichte der Nordwestschweiz erbrachte. Hinzu kamen zahlreiche Ausgrabungen im Bereich des murus Gallicus auf dem Münsterhügel in der Altstadt Grossbasel. Für das von drei Ländern durchgeführte Forschungsprojekt zur römischen Oedenburg beim elsässischen Biesheim, an dem die Universitäten École pratique des hautes études, Freiburg und Basel beteiligt waren, schuf er kurz vor seiner Emeritierung die Grundlagen.

## Publikationen (Auswahl)
- Römische Gläser aus Vindonissa (= Veröffentlichungen der Gesellschaft pro Vindonissa. Band 4). Birkhäuser, Basel 1960 (2. Auflage mit dem Zusatz: Berichtigter Nachdruck, mit einem Nachwort des Verfassers und Corrigenda, ebenda 1980).
- Die Ausgrabungen am Petersberg in Basel. Ein Beitrag zur Frühgeschichte Basels. Helbing und Lichtenhahn, Basel 1963.
- Ein römischer Ziegelbrennofen bei Kaiseraugst. Mit einigen Bemerkungen zur Typologie römischer Ziegelbrennöfen (= Ausgrabungen in Augst. Band 3). Stiftung Pro Augusta Raurica, Basel 1969.
- mit Marcel Joos: Das Augster Gladiatorenmosaik. In: Jahresbericht des Römerhauses und des Museums Augst 1969/70, S. 3–106.
- mit Werner Brogli: Wittnauer Horn und Umgebung (= Archäologische Führer der Schweiz. Band 12). Schweizerische Gesellschaft für Ur- und Frühgeschichte, Basel 1980.
- Archäologischer Rundgang durch Basel (= Archäologische Führer der Schweiz. Band 16). Schweizerische Gesellschaft für Ur- und Frühgeschichte, Basel 1981.
- Durchbrochene Messerfutteral-Beschläge (Thekenbeschläge) aus Augusta Raurica. Ein Beitrag zur provinzialrömischen Ornamentik (= Forschungen in Augst. Band 32). Römerstadt Augusta Raurica, Augst 2002, ISBN 3-7151-0032-X (PDF).
- Der Menora-Ring von Kaiseraugst. Jüdische Zeugnisse römischer Zeit zwischen Britannien und Pannonien (= Forschungen in Augst. Band 36). Römermuseum Augst, Augst 2005, ISBN 3-7151-0036-2 (PDF).
- Führer durch Augusta Raurica. 7. Auflage des von Rudolf Laur-Belart begründeten «Führers durch Augusta Raurica». Schwabe, Basel 2012 (online).
- Kleine Schriften 1957–2017. Zusammengestellt und herausgegeben von Claudia M. Jaksic-Born und Peter-Andrew Schwarz. 3 Bände, Verlag Librum, Basel 2021, ISBN 978-3-906897-58-5 (online).